# David van Marlot

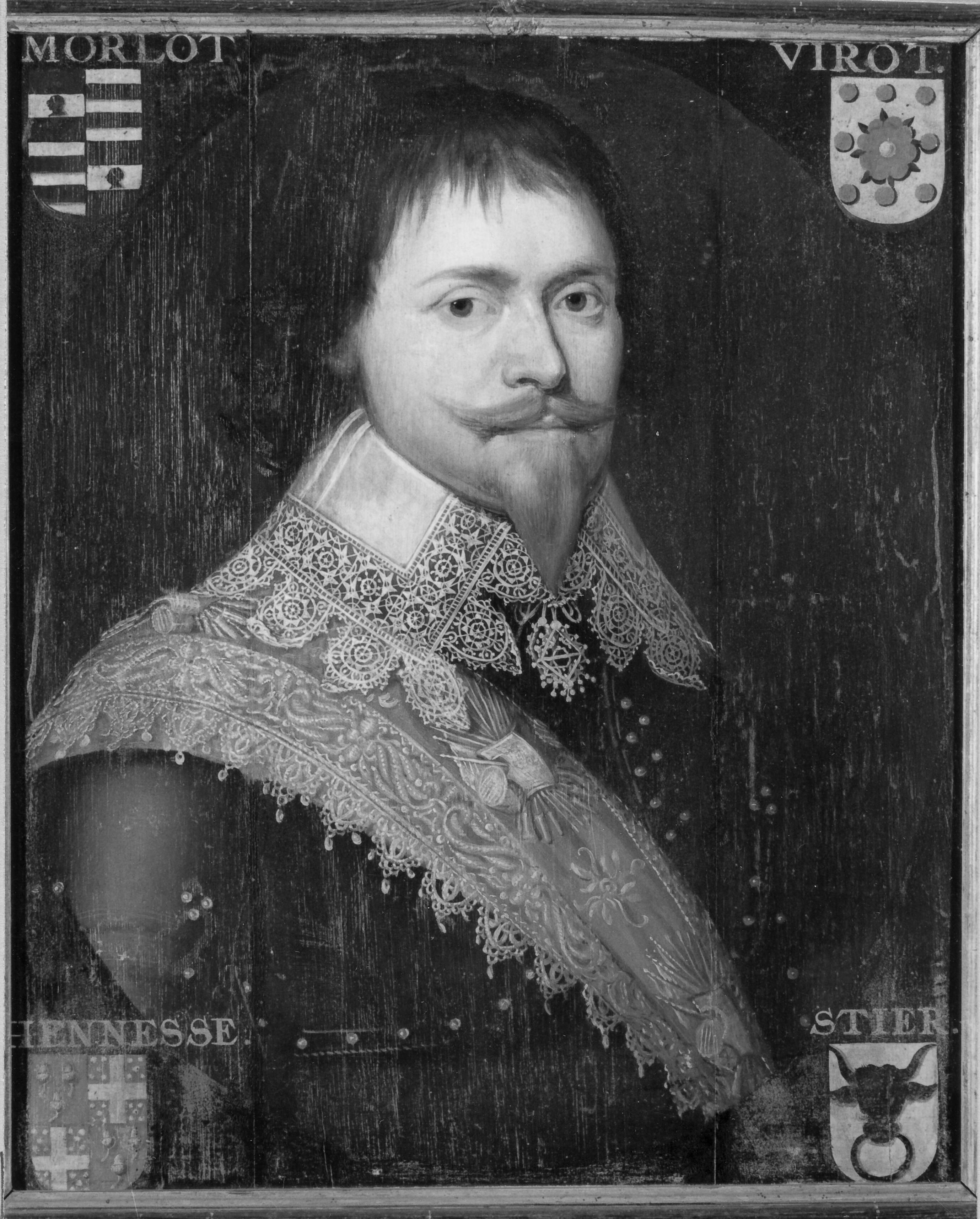
David van Marlot omstreeks 1630, met de wapens van zijn grootouders: Morlot, Virot, Hennesse en Stier.

David van Marlot (Montbéliard, 15 juli 1593 – Den Haag, begraven 19 september 1680), heer van Marlot, Bavoy, Offenberg, Praest en Lichtenberg, meesterknaap van Holland en West-Friesland, was een edelman, militair en hoffunctionaris die de naamgever is van het landgoed Marlot en naar wie later de Haagse wijk Marlot is vernoemd.

## Afkomst

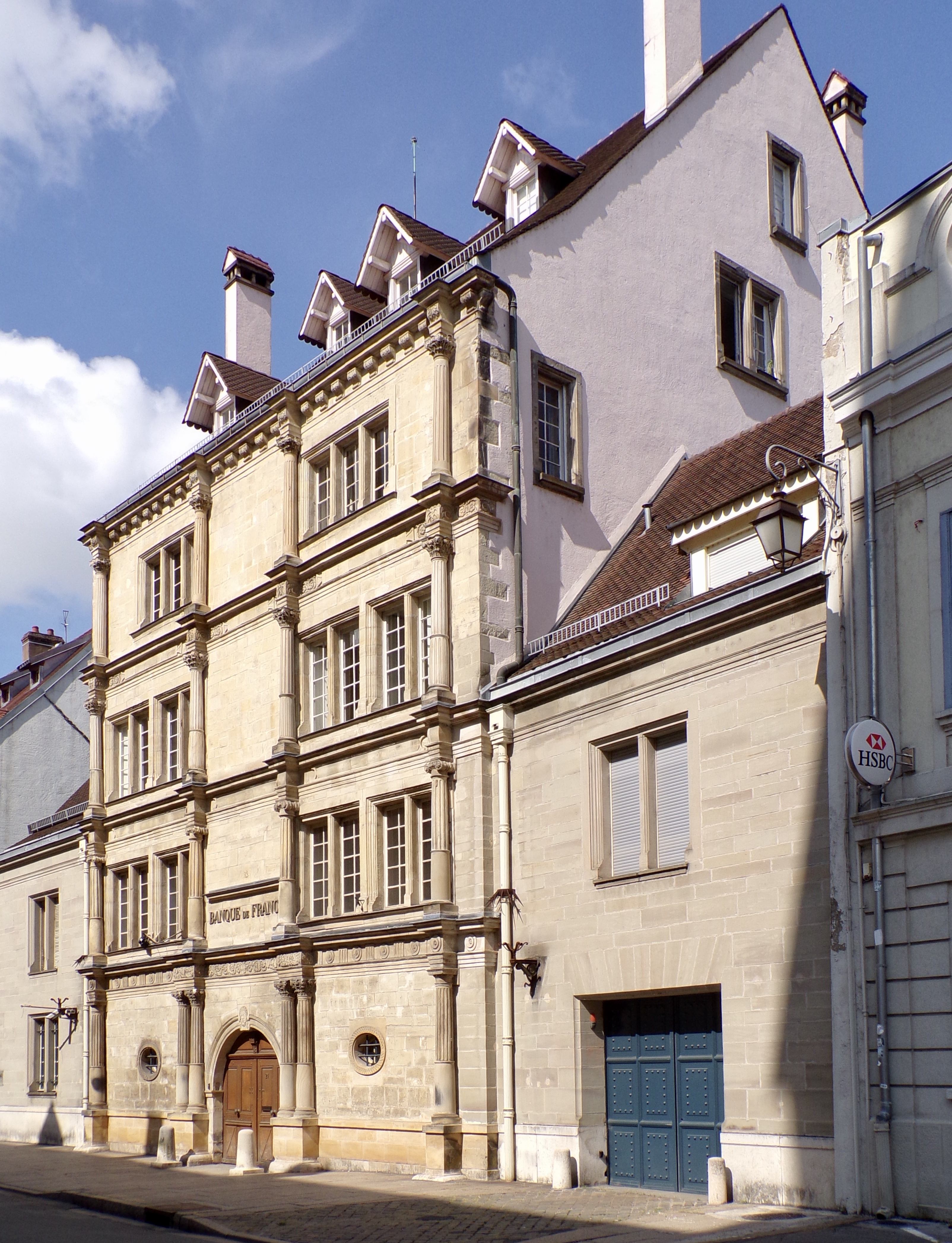
Het huis dat in 1597 te Montbéliard door Davids vader Joseph de Morlot werd gebouwd. Hier bracht David van Marlot een deel van zijn jeugd door.

David werd geboren (als David de Morlot) te Montbéliard, Franche-Comté, als zoon van Josef (de) Morlot uit Conflans in het hertogdom Bar, en Catharina de Virot van wie de voorouders sinds de 15e eeuw in Montbéliard woonachtig waren. Davids grootvader Thiébaud Morlot, die uiteindelijk in de Zwitserse stad Bern is gaan wonen, werd in 1580 geadeld door hertog Karel van Lotharingen, en ontving daarbij de heerlijkheden Lavigny en Bavois. Tegen het einde van de 16e eeuw is de hugenoten-familie Morlot van hun Franse bakermat naar Zwitserland gevlucht uit angst voor vervolging vanwege hun protestantse geloof. Daar zouden verdere afstammelingen tot het patriciaat van Bern gaan behoren.

## Loopbaan

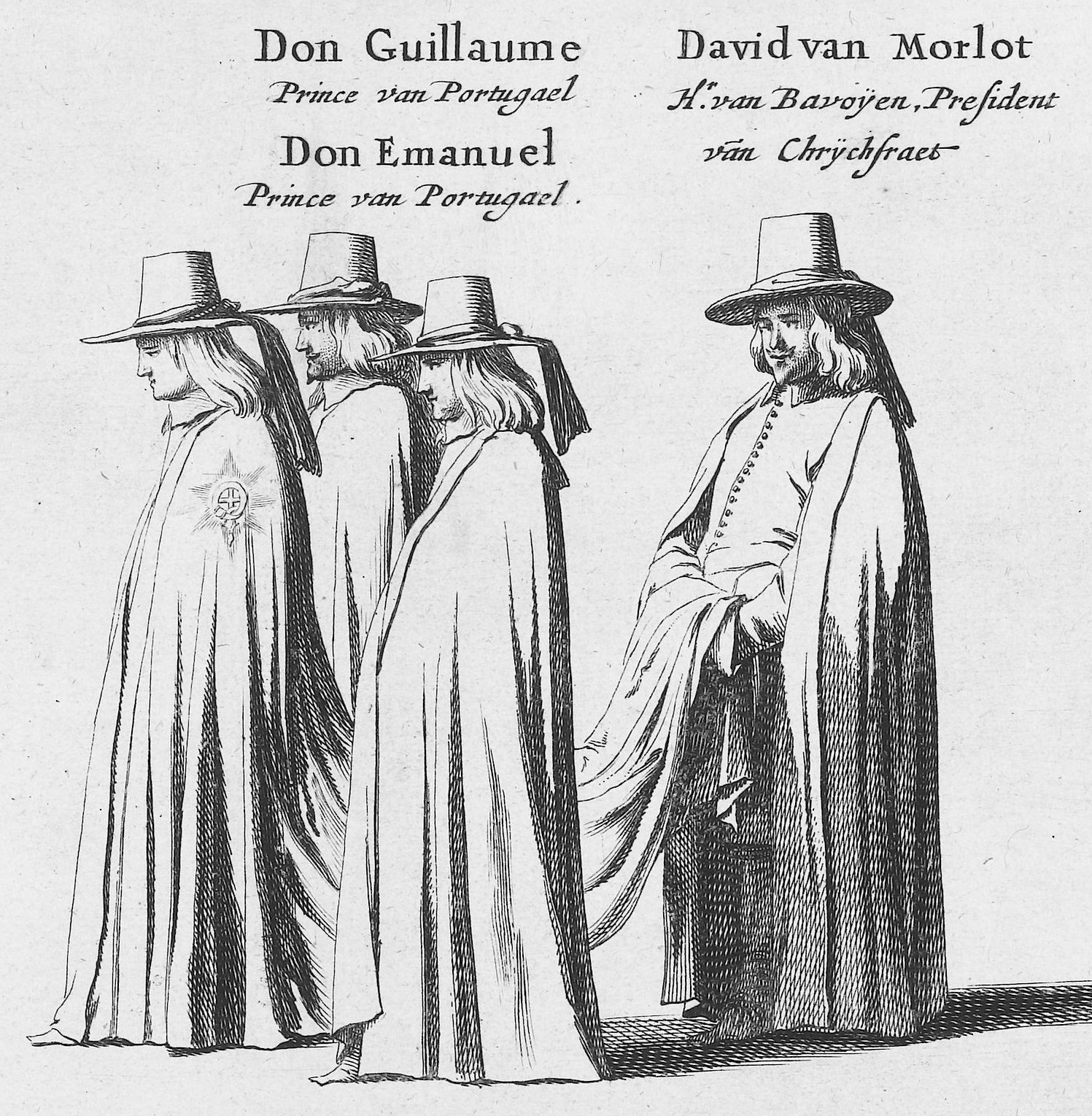
Detail van de prent uit circa 1648 waarop afgebeeld de rouwstoet van de begrafenis op 10 mei 1647 van stadhouder Frederik Hendrik. David van Marlot was een van de deelnemers.

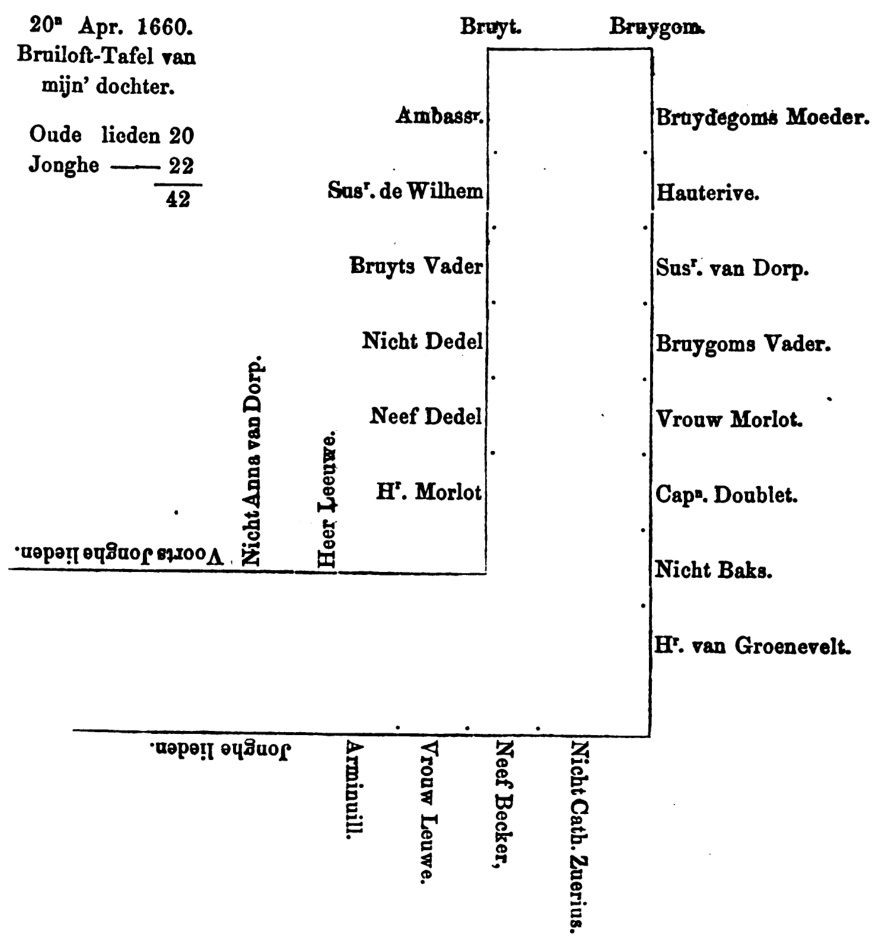
Tafelschikking bij het feestdiner ter gelegenheid van het huwelijk van Susanna Huygens, enig dochter van Constantijn Huygens, op 20 april 1660 in de buitenplaats Hofwijck te Voorburg. (Afbeelding in boek Nadere bijzonderheden betrekkelijk Constantijn Huygens en zijne familie)

In 1609 begint David, amper 16 jaar oud,  aan een studie op een academie van de stad Genève. Afgaande op een aanbevelingsbrief die geschreven werd op 6 februari 1622 door hertog Lodewijk Frederik van Württemberg-Montbéliard (1586-1631) aan stadhouder prins Maurits, zal hij omstreeks  dat jaar naar Nederland zijn gekomen.

### Militaire carrière
David maakt snel carrière als stalmeester van prins Maurits van Oranje en wordt in 1626 ritmeester van een compagnie kurassiers in het Regiment Van Aerssen van Sommelsdijk. In 1629 neemt hij onder Otto van Gendt deel aan de verovering van Wezel. David van Marlot werd in 1635 bevorderd tot sergeant-majoor in het Regiment Van Limburg Stirum. Door stadhouder Frederik Hendrik wordt hij in 1636 aangesteld als gouverneur van zijn zoon prins Willem II, die hij onderwijs geeft in het hanteren van wapens, de rijkunst en krijgskunde. Toen in april 1641 de 14-jarige prins Willem II naar Engeland voer om te trouwen met de dochter van de Engelse koning, prinses Maria Stuart, bevond David van Marlot zich in zijn gezelschap. In 1643 wordt David van Marlot president van de Hoge Krijgsraad van de Verenigde Nederlanden en meesterknaap van Holland en West Friesland. Na het overlijden van stadhouder Frederik Hendrik in 1647 valt aan David van Marlot nog de grote eer te beurt om in diens begrafenisstoet mee te lopen, als drager van de mantel van diens zoon en opvolger prins Willem II. De prins liep in de stoet met aan zijn rechterhand Don Guilleaume, en aan zijn linkerhand Don Emmanuel, prinsen van Portugal. In datzelfde jaar kennen de Staten Generaal David van Marlot een jaargeld toe van 2600 gulden voor de rest van zijn leven. Van Marlot wordt in 1668 in zijn functie van president van de Hoge Krijgsraad opgevolgd door Adriaan van Cuyck van Meteren.

### Constantijn Huygens
David van Marlot mocht zich rekenen tot de intimi van Constantijn Huygens (1608-1687), zo blijkt onder meer uit briefwisselingen die bewaard zijn gebleven. Ook zaten zij samen in zaken, al verliepen die niet al te succesvol.  Huygens was investeerder in een onderneming die een kanaal wilde aanleggen tussen het meer van Yverdun en het Meer van Genève. Hij had daar nogal wat geld in gestoken en de beloofde opbrengsten bleven erg lang uit. Dit was nogal pijnlijk voor David van Marlot aangezien deze hem in de onderneming had geïntroduceerd. Hij probeerde daarom om Huygens van dienst te zijn door gebruik te maken van zijn contacten via een familielid in de stad Morges in Zwitserland. Het bleek niet tevergeefs want Huygens ontving in 1653 een eerste rentebetaling. David van Marlot moet evenwel een geslaagd zakenman zijn geweest: In 1654 wordt zijn vermogen voor een belastingaanslag vastgesteld op ƒ 250.000,- wat in 2018 een omgerekende waarde vertegenwoordigde van € 2.921.526,-. Wanneer in 1660 Huygens' enige dochter Susanna huwt met Philips Doublet (1633-1707), heer van Mogershill, thesaurier-generaal van de Unie, zitten David van Marlot en zijn vrouw Anne Marie van Steelant aan tafel bij het feestbanket in Huygens' buitenplaats Hofwijck te Voorburg.

### Frederik van Dohna
Burggraaf Frederik van Dohna,  luitenant-generaal in het Staatse leger, schreef in zijn memoires over David van Marlot:
...il avait fait figure par une honnête dépense qu'il faisait paraître et parce qu'il était adroit aux exercices du corps, mais il n'avait point d'étude, à quoi on tâcha de suppléer par de savants précepteurs.

## Heer van Marlot

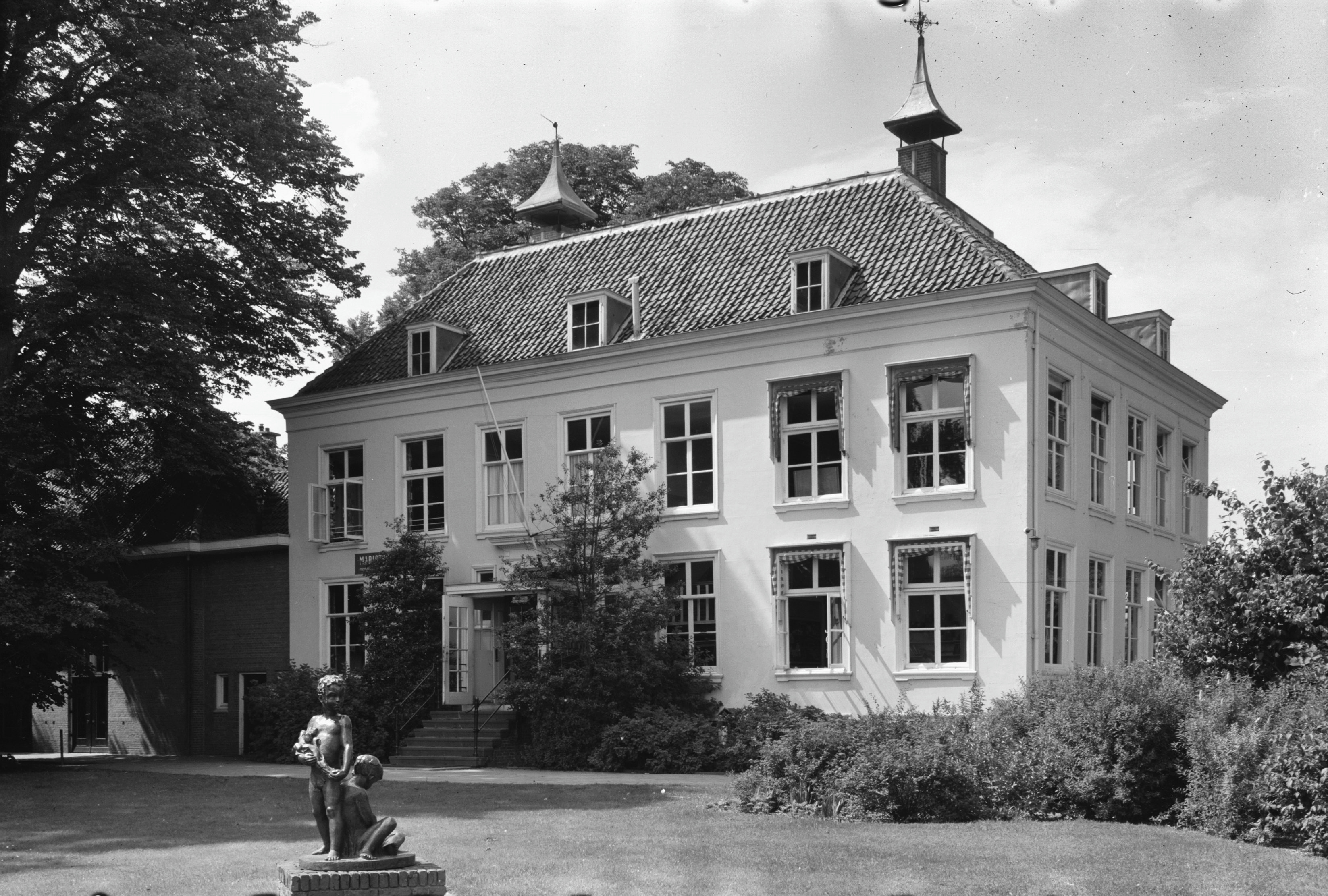
Huis Marlot te Den Haag

Prins Frederik Hendrik had tijdens de oorlog tegen Spanje van de Staten van Holland het vruchtgebruik van de baronie van Wassenaar gekregen als schadevergoeding voor geleden verliezen. Aan het rechtsgebied van Wassenaar onttrok hij het gebied Tendenhout en gaf op 5 november 1643 een volmacht aan zijn secretaris om David van Marlot hiermee te belenen. De nieuwe hoge heerlijkheid zou de naam Marlot gaan dragen. De definitieve belening vond op 14 februari 1646 plaats.
De belening van Marlot werd door de Leenkamer als volgt omschreven:
De hoge, middele en lage jurisdictie van het Huis Marlot met het aangrenzende gebied, strekkende uit het noorden van de grafelijkheidswildernis naar het zuiden naar de Besuydenhoutse weg langs de landscheiding en de schey watering tot aan de landen of weiden van Meurskenswoning, aan de oostzijde van deze landen en de laan van de genoemde woning naar de woning van Vermeeren tot de grafelijkheids-wildernis, in het westen van de Schinckel van de Caswatering en langs de heerlijkheden van Waelsdorp en Arentsdorp, strekkende langs de vaart of sloot van Luchtenberchs boomgaard langs het Haegsebos tot aan de Besuydenhoutse weg.
David van Marlot noemde zich na de belening met recht 'heer van Marlot'. In 1666 kocht hij de boerenhofstede De Blaeuwe Camer met enige bijbehorende landerijen en noemde dat sindsdien Huis Marlot. Na het uitsterven in Nederland van het gelijknamige geslacht ging de eigendom van de heerlijkheid en het landhuis Marlot door vererving over naar verscheidene opeenvolgende families. In 1917 kocht de gemeente Den Haag het landgoed Marlot van de erfgenamen van de laatste eigenaren en realiseerde daar een woonwijk genaamd Marlot. Hij is dus de naamgever van dit gebied. Naast landgoed Marlot en een aanzienlijk huis in de Poten te Den Haag, bezat hij land in Utrecht, Zuid-Holland en Zeeland.

## Huwelijk

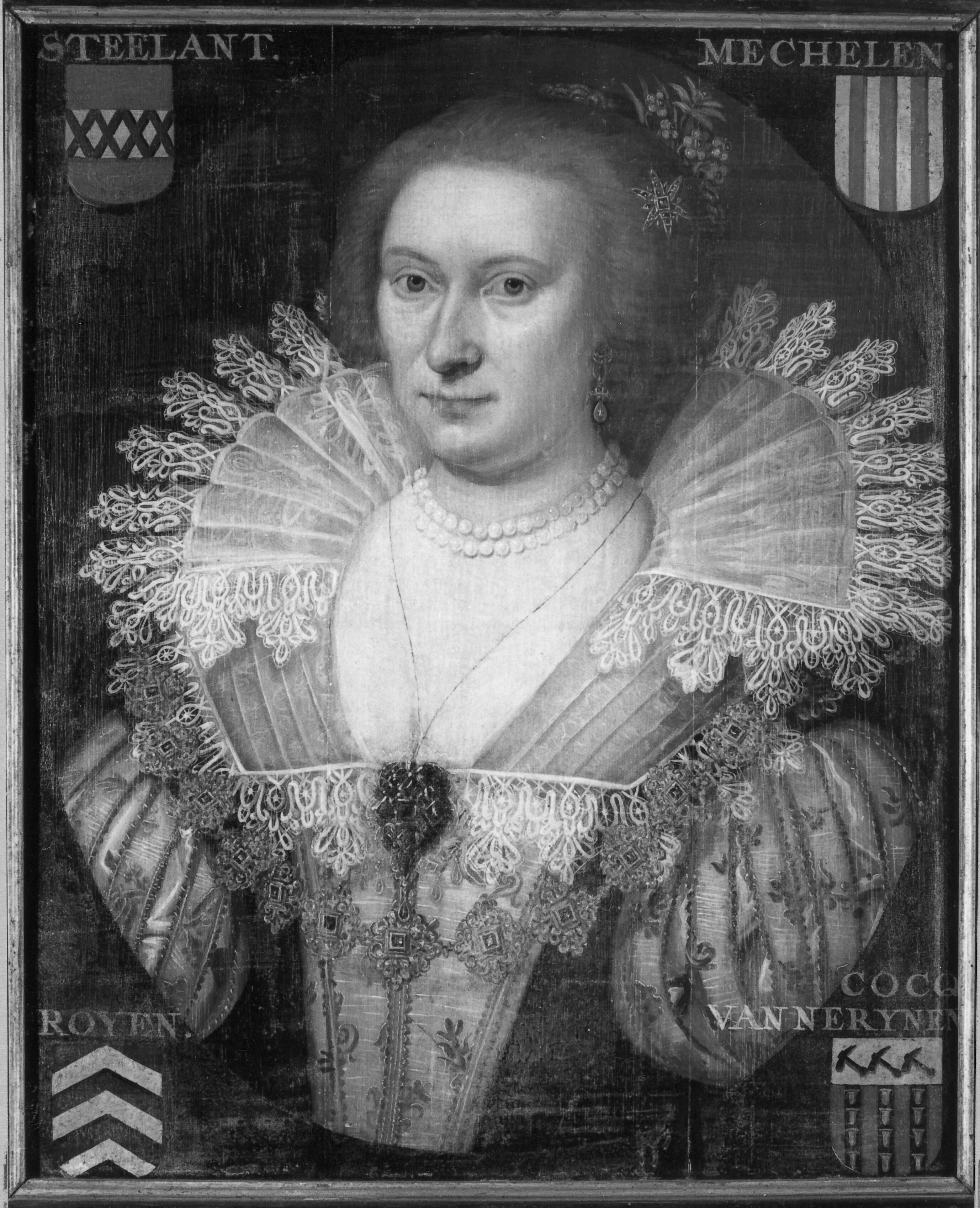
Anne Marie van Steelant omstreeks 1623, met de wapens van haar grootouders: van Steelant, van Mechelen, van Royen en de Cocq van Neerynen.

David van Marlot trouwde in november 1623 te Gorinchem met Anne Marie van Steelant, geboren ca. 1602, dochter van Philip van Steelant (2 augustus 1566 – 28 mei 1623), heer van Grijsoord, drost van Buren, raad van prins Maurits en van Margriet van Mechelen. (Haar ouders: Cornelis van Mechelen en Anne de Cock van Neerynen)

## Nageslacht
- Ernst Philip van Marlot, heer van Offenberg, huwt in 1647 in aanwezigheid van Henriëtta Maria van Frankrijk en Karel II van Engeland[14][15] met Gabrielle Merault (of Mo(u)rault), dochter van Pierre Merault, heer van La Vacherie en Jeanne Boinet (of Boynet). In 1673 vaardigt koning Lodewijk XIV van Frankrijk een arrestatiebevel tegen Ernst Philip uit.[16] In 1684 zit Ernst Philip 'Comte de Morlot' gevangen te Parijs in de Bastille, op verdenking van samenspanning met de prins van Oranje. Hij wordt in dat jaar overgebracht naar het Kasteel van Vincennes.[17] Op 6 augustus 1703 dient een zaak voor een Parijse rechter, waaruit blijkt dat Ernst Philip in de Bastille zit opgesloten. Hij wordt hier genoemd 'le sieur Comte de Morlot'.[18]

- Lodewijk van Marlot, geboren circa 1625, overleden vóór 1700, heer van Marlot, Giessenburg en Giessen-Nieuwkerk, ritmeester (1668), huwde 9 augustus 1657 met Anna Florentina van den Boetzelaar, dochter van Philip Jacob baron van Boetzelaar, heer van Asperen, president van de Ridderschap van Holland, lid van de Admiraliteit van Amsterdam. Lodewijk en Anna Florentina hadden twee dochters: Charlotte Louise en Anne Maria.

- Henriëtte Wilhelmina van Marlot, gestorven in 1639. Begraven in de Grote of Sint-Jacobskerk te Den Haag[19]

- Anna Catharina van Marlot, overleden circa 1727, huwde in 1669[20] met luitenant-kolonel Jacob van Rhenen (overleden 1688), commandant van Emmerik, zoon van Huibrecht van Rhenen en Elisabeth van Munster. Ter gelegenheid van dit huwelijk schonk David van Marlot hun het Huis Lichtenberg, overigens inclusief alle bijbehorende schulden.[21] Na bijna twintig jaar worstelen met deze schulden doet het echtpaar in 1688 het kasteel van de hand.[22]

## Grafkelder Nieuwe Kerk
Naar aanleiding van het overlijden van een van zijn dochters kocht David van Marlot in mei 1660 een grafkelder in de Nieuwe Kerk in Den Haag, waarvan de bouw vier jaar eerder was voltooid. Zijn echtgenote Anne Marie van Steelant werd er bijgezet in 1673 en hijzelf volgde op 19 september 1680.

Familiewapen van David van Marlot